# NGC 6326
NGC 6326 is een planetaire nevel in het sterrenbeeld Altaar. Het hemelobject werd op 26 augustus 1826 ontdekt door de Schotse astronoom James Dunlop.

## Synoniemen
- PK 338-8.1
- ESO 228-PN1
- AM 1716-514